# No Other Way
«Sin Opciones» —título original en inglés: «No Other Way»— es el noveno y estreno de la segunda parte del episodio de la undécima temporada de la posapocalíptica horror serie de televisión The Walking Dead. El episodio 162 de la serie en general, fue dirigido por Jon Amiel y escrito por Corey Reed. "No Other Way" salió al aire en AMC el 20 de febrero de 2022.
En el episodio, Daryl (Norman Reedus), Maggie (Lauren Cohan), Gabriel (Seth Gilliam) y Negan (Jeffrey Dean Morgan) luchan contra los Reapers por comida.
Aaron (Ross Marquand) y los alexandrinos intentan sobrevivir a una tormenta mientras las paredes se derrumban y los caminantes invaden la comunidad. Este episodio marca las aparición final de Alden (Callan McAuliffe). El episodio recibe críticas positivas de los críticos.

## Trama
En Meridian, Leah (Lynn Collins) dispara el hwacha a los caminantes mientras inundan el complejo. Un Reaper ataca a Maggie (Lauren Cohan), pero recibe un disparo de flecha. Maggie se esconde en un edificio y se reúne con Negan (Jeffrey Dean Morgan) y Elijah (Okea Eme-Akwari), quien ha resultado herido por metralla. Los lleva a la enfermería, donde se esconden en una habitación secreta. Carver (Alex Meraz) los busca y recibe una orden por radio de Leah de matar a todos los que encuentre.
e vuelta en Alexandría, Rosita (Christian Serratos) y otros luchan contra los caminantes afuera de la casa de Aaron (Ross Marquand). Judith (Cailey Fleming) y Gracie (Anabelle Holloway) intentan escapar del sótano, que rápidamente se está inundando de agua. Gracie hace sonar el silbato mientras el sótano se llena de agua. Un caminante ataca a Judith y Gracie. Aaron rompe la ventana del sótano, salta y comienza a matar a los caminantes.
Gabriel (Seth Gilliam) encuentra a Mancea (Dikran Tulaine) y desenvaina su espada. Mancea predice que Gabriel no lo matará, ya que no lo mató en el cementerio. Gabriel se sorprende al saber que Mancea sabía de su presencia en el cementerio. Mancea pregunta si Gabriel escucha más a Dios y le pide que renueve su fe. Gabriel escucha un ruido detrás de la puerta y apuñala a Mancea en el estómago. Carver persigue a Maggie por un pasillo. Negan y Elijah le tienden una emboscada. Carver hiere a Elijah y tira a Maggie al suelo. Negan golpea a Carver con una pesada campana. Daryl (Norman Reedus) interviene e insiste en que utilicen a Carver como rehén, a pesar de la promesa de Elijah de vengar a su hermana. Daryl llama a Leah y le propone hablar.
Después de escuchar el silbido de Gracie, Rosita envía a Lydia (The Walking Dead) (Cassady McClincy) a investigar mientras ella lucha contra los caminantes que rodean la casa. Daryl, Maggie, Negan y Elijah se encuentran con Leah y el resto de los Reapers. Daryl se ofrece a liberar a Carver si los Reapers abandonan Meridian, pero promete matarlos si regresan. Leah rechaza su oferta y revela que un francotirador los matará si no liberan a Carver. Daryl deja ir a Carver a regañadientes. Gabriel le dispara a Carver en la pierna y le informa a Leah a través de un walkie que mató al tirador. Leah acepta los términos de Daryl y comienza a salir con dos Reapers. Después de que Elijah le dice que su gente necesita ser vengada, Maggie le dispara por la espalda y mata a los Reapers restantes. Lea huye. Daryl localiza a Leah pero la deja escapar.
Maggie entra a la iglesia y descubre que Alden (Callan McAuliffe) está muerto y su cadáver esta reanimado. Ella llora mientras lo apuñala en la cabeza. Maggie entierra a Alden en el bosque. Negan se une a ella y cree que ella siempre planeó matar a los Reapers, a pesar del intento de negociación de Daryl. Preocupado de que ella le haga lo mismo, decide separarse del grupo. Maggie se une a Daryl y Gabriel en una fogata. Ella informa que Alden está muerto y que Negan se ha ido. El grupo de Daryl regresa a Alexandría.
Una caravana de soldados de la Commonwealth se acerca a la puerta de Alexandría. Eugene (Josh McDermitt) les dice a los residentes de Alexandria que los soldados han venido a ayudar. Los soldados de la Commonwealth descargan suministros en Alexandría. Eugene presenta a Hornsby (Josh Hamilton) a la comunidad. Hornsby comparte su admiración por lo que han construido y se ofrece a proporcionar mano de obra y materiales para ayudarlos a reconstruir. También ofrece otra opción para los interesados.
Seis meses después, Maggie y Elijah están en el puesto de guardia en Hilltop. Hornsby espera afuera de las puertas con un grupo de soldados de la Commonwealth. Uno de los soldados se acerca a Maggie y le exige que se abra. Maggie dice que no tiene por qué ser así. El soldado se quita el casco y se revela como Daryl.

## Producción

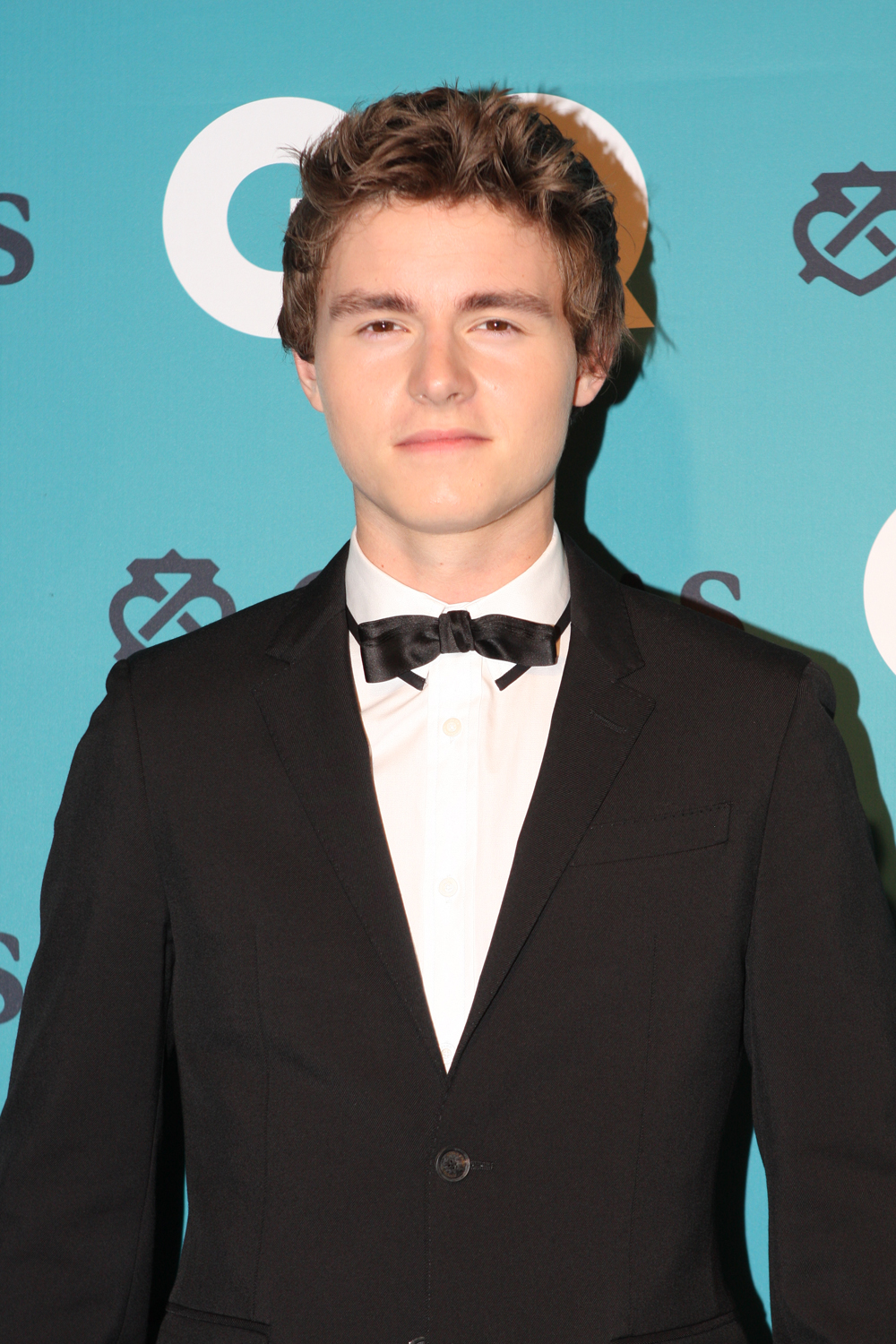
El episodio marca la última aparición de Alden, interpretado por Callan McAuliffe.

"No Other Way" marca la última aparición de Alden (Callan McAuliffe). Alden fue un personaje recurrente en la octava temporada, pero pasó a formar parte del elenco regular en la novena temporada.

## Recepción

### Recepción crítica
El episodio recibió críticas positivas. En el sitio agregador de reseñas Rotten Tomatoes, "No Other Way" tiene una puntuación del 100%, con una puntuación promedio de 8,40 en 11 reseñas. El consenso crítico dice: "La amenaza de los Reaper se extingue en "No Other Way", un emocionante regreso que lleva la última temporada de The Walking Dead en una dirección más prometedora".
Erik Kain de Forbes elogió el episodio y escribió que: "Una conclusión tensa de la historia de Reapers, un gran giro y una de las mejores escenas de toda la serie conspiran para hacer de este uno de los mejores de The Walking Dead".Paul Daily de "TV Fanatic" le dio una puntuación de 4,5/5 y elogió el episodio, escribiendo: Era hora de tejer algunas de las tramas juntos para dar realmente la sensación de que la temporada 11 de The Walking Dead es la última temporada y, maldita sea, fue un estreno emocionante que cambió la trayectoria de la serie. Alex McLevy para The A.V. Club calificó el episodio con una B y lo calificó como "¡Bueno! Eso fue mucho".

### Calificaciones
El episodio cuenta con un total de 1,76 millones de espectadores en su emisión original en AMC para personas de entre 18 y 49 años.